# 罗湖商务中心
罗湖商务中心（直译黄金商务中心），是一栋位于中华人民共和国广东省深圳市罗湖区华强北內的超高层摩天大楼，整体工程於2004年完工。该大厦采用了金色幕墙进行装饰，让大厦整体呈现出金黄色，与周围大厦并立显得格外显眼，因此称为黄金商务中心。